# Barão de Samões
Barão de Samões é um título nobiliárquico criado por D. Luís I de Portugal, por Decreto de 20 de Setembro de 1887, em favor de João Pedro Gomes de Almendra.
Titulares
1. João Pedro Gomes de Almendra, 1.º Barão de Samões.